# En bit av mitt hjärta
En bit av mitt hjärta är en roman av Peter Robinson, utgiven i Storbritannien år 2006. Engelska originalets titel är Piece of My Heart. Jan Malmsjö översatte romanen till svenska 2006. Romanen är den sextonde i serien om kommissarie Banks.

## Handling
Precis som i sin tidigare roman En ovanligt torr sommar låter Robinson läsaren följa två händelseförlopp, ett i bokens samtid (början av 2000-talet) och ett i förfluten tid (1969 - 70). Efter en rockfestival 1969 hittas en ung kvinna knivmördad på området och den kärve och fromt religiöse kommissarien Stanley Chadwick blir djupt engagerad i jakten på mördaren. I bokens nutid utreder Banks och hans kollegor mordet på en journalist som hade besökt trakten kring Eastdale. Det visar sig efterhand att den mördade mannen höll på med en biografi över rockgruppen Mad Hatter, vilka hade spelat på festivalen 1969. Denna roman innehåller för övrigt (av förklarliga skäl) än mer musikaliska referenser än den genomsnittliga Robinson-romanen.